# Chocotto Sister
Chocotto Sister (ちょこッとSister?) è un manga scritto da Go Zappa e disegnato da Sakura Takeuchi, pubblicato sulla rivista Young Animal della Hakusensha. I singoli capitoli sono stati raccolti in otto volumi tankōbon. La serie è conosciuta anche con il titolo di Chocosi.
La storia ha come protagonista Choco, una bambina dell'apparente età di una decina d'anni, molto ingenua e inizialmente priva di senso comune. La trama è semplice e sembra rivolta a bambini (kodomo), ma in realtà dietro l'apparente ingenuità contiene fan service e affronta situazioni panchira, ecchi e lolicon, tanto da spostare il target di pubblico verso gli shōnen o i seinen.
Nel 2006 la serie è stata adattata in un anime di 24 episodi, grazie al lavoro dello studio Nomad ed alla trasmissione della Kids Station. Sia il manga che l'anime sono ancora inediti in Italia.

## Trama
La storia ruota attorno al desiderio natalizio espresso dal piccolo Haruma Kawagoe dopo l'aborto subito da sua madre, a causa del quale la donna non poté più avere figli. Passano gli anni e quando Haruma è ormai diventato uno studente universitario, una donna su una motocicletta volante bussa improvvisamente alla sua finestra e gli dice di essere Santa Claus, venuta per portargli la realizzazione di quel desiderio espresso anni prima: una sorellina.
Il ragazzo è piuttosto confuso e dice di aver fatto quel desiderio molti anni addietro, ma si sente rispondere che per creare una sorellina ci vuole molto più tempo che per creare un semplice robot. Santa Claus si fa firmare la ricevuta per la consegna del pacco e riparte.
Haruma ha così una nuova sorellina, che non conosce molto del mondo e che cerca spesso risposta a questa lacuna in un libriccino che porta sempre con sé. Quando la bambina chiede al fratello il suo nome, Haruma decide di chiamarla Choco, un riferimento alla parola giapponese Anchoco,  "manuale".

## Personaggi
Choco Kawagoe  ( ちょこ ?,  Choko)
Seiyu: Momoko Saito
È una bambina di una decina d'anni, ed è il regalo di Natale che una strana "Babbo Natale" in motocicletta recapita ad Haruma, che quando era piccolo aveva chiesto in regalo una sorellina. All'inizio è estremamente ingenua e priva di senso comune, ma impara in fretta le cose del mondo ascoltando i consigli del fratello e dei suoi amici, ma soprattutto leggendo un piccolo manuale che porta sempre con sé dove sono scritte quasi tutte le risposte ai problemi della vita. Ha un rapporto possessivo nei confronti del fratello e quando lui comincia a frequentare la bella Ayano diventa estremamente gelosa e si sente trascurata.
Haruma Kawagoe  ( 川越はるま?,  Kawagoe Haruma)
Seiyu: Daisuke Hirakawa
Da piccolo desiderava una sorellina, ma la madre dopo una gravidanza culminata con un aborto non aveva più potuto avere figli. Il piccolo Haruma aveva quindi chiesto una sorellina a Babbo Natale, ma non si sarebbe mai aspettato che a distanza di molti anni il suo desiderio venisse esaudito. Si affeziona subito alla piccola Choco anche se molte volte è imbarazzato per il suo comportamento innocente, ma contrario alla buona educazione. È innamorato della bella fioraia Ayano Sonozaki, ma non si accorge delle attenzioni che gli rivolge Chitose, la giovane amministratrice del condominio.
Chitose Serikawa  ( 芹川千歳 ?,  Chitose Serikawa)
Seiyu: Kaori Mizuhashi
È la giovane nipote della proprietaria del condominio e le subentra come amministratrice quando la donna decide di mettersi a riposo. Ha avuto una pessima esperienza con i ragazzi, che l'hanno sempre giudicata bruttina forse per via degli occhiali, e quando si rende conto che Haruma la trova invece molto attraente, si innamora perdutamente di lui. Ha un seno estremamente pronunciato che suscita le insistenti attenzioni di Makoto Ashirai che non perde occasione per tentare di palpeggiarglielo.
Ayano Sonozaki  ( 園崎綾乃 ?,  Sonozaki Ayano)
Seiyu: Sayaka Ōhara
È la bella fioraia, proprietaria del negozio "Ciel blue de fleur", che sta proprio di fronte al condominio dove abita Haruma. Fin da piccola ha avuto un sogno, gestire un negozio di fiori ed ora che l'ha finalmente realizzato è costretta a rinunciare all'uomo che ama perché lui deve lasciare la città per problemi familiari, ma non vuole che lei lo segua rinunciando a ciò per cui ha lottato.
Tamami Marumo  ( 丸茂珠美 ?,  Marumo Tamami)
Seiyu: Yuki Matsuoka
È una collega più anziana di università di Haruma e sua senpai. In un modo o nell'altro riesce sempre a convincere il ragazzo a fare improbabili "lavoretti" sottopagati che lo portano a rincasare sempre più tardi, destando lo sconforto di Choco.
Makoto Ashirai  ( 足来真琴 ?,  Ashirai Makoto)
Seiyu: Rika Morinaga
È la bella vicina di Haruma. Piuttosto amante dell'alcol (è sovente ubriaca), è molto disinibita e ha la caratteristica di riuscire ad intrufolarsi in qualsiasi avvenimento capiti nel condominio, siano cene o gite. Sembra inoltre attratta dall'amministratrice Chitose, della quale ammira soprattutto il suo grande seno. Makoto fa un lavoro misterioso, che la fa tornare molto tardi nel suo appartamento, dove combatte la stanchezza e lo stress bevendo birra.
 Kakeru Ishida  ( 石田駆 Ishida Kakeru?)
Seiyu: Yumiko Kobayashi
È Un ragazzino un po' timido dell'età di Choco, che la incontra ai giardini pubblici e si prende una cotta per lei. Lavora nel bagno pubblico gestito dai genitori.
 Yurika Hanayamada  ( 華山田ゆりか ?,  Hanayamada Yurika)
Seiyu: Rie Kugimiya
È una ragazzina dell'età di Choco che viene da una ricca famiglia e vive in un'enorme villa. Ha una cameriera personale ed è costretta dai genitori a prendere lezioni di violino e di inglese, che lei detesta. Durante uno dei suoi tentativi di fuga dalle sue lezioni, incontra Choco e piano piano diventano molto amiche, anche se Yurika non riesce fino in fondo a mostrare i suoi veri sentimenti e si rinchiude in una finta altezzosità che in fondo maschera la sua estrema solitudine. Yurika, a cui Choco ha dato il soprannome di "Yuri-Pyon", ha una cotta per Kakeru, anche se lui non se ne rende conto.

## Manga
Il manga è pubblicato dalla Hakusensha nella rivista di manga seinen Young Animal e raccolto in 8 tankōbon, l'ultimo dei quali pubblicato ad aprile 2007.
| Nº | Volume         | Data di prima pubblicazione             | Data di prima pubblicazione |
| Nº | Volume         | Giapponese                              |                             |
| 1  | Primo volume   | 19 dicembre 2003 ISBN 978-4-592-13893-8 |                             |
| 2  | Secondo volume | 29 giugno 2004 ISBN 978-4-592-13894-5   |                             |
| 3  | Terzo volume   | 20 dicembre 2004 ISBN 978-4-592-13895-2 |                             |
| 4  | Quarto volume  | 29 giugno 2005 ISBN 978-4-592-13896-9   |                             |
| 5  | Quinto volume  | 28 febbraio 2006 ISBN 978-4-592-13897-6 |                             |
| 6  | Sesto volume   | 29 giugno 2006 ISBN 978-4-592-14346-8   |                             |
| 7  | Settimo volume | 29 novembre 2006 ISBN 978-4-592-14347-5 |                             |
| 8  | Ottavo volume  | 27 aprile 2007 ISBN 978-4-592-14348-2   |                             |

## Anime
Chocotto Sister è stato trasposto in anime dallo studio Nomad. La serie, prodotta in 24 episodi è stata diretta da Yasuhiro Kuroda, con musiche di Masara Nishida ed il character design di Yukihiro Kitano ed è stata trasmessa in Giappone a partire dal 12 luglio 2006 su Kids Station. In seguito l'anime è stato distribuito su otto DVD.

### Sigle
Sigla di apertura
- "Doki! Doki! My Sister Soul", testo di Ogasawara Tomomi, musica di TO-WEST, arrangiamento di Nozaki Keiichi e Rockmore è interpretata da Harenchi Punch

Sigla di chiusura
- "Neko-nyan dance" (ねこにゃんダンス?, Neko-nyan dansu) (lett. "Il ballo micio-miao"), testo di Ide Yasunori, musica di Nishida Masara, arrangiamento di Suzuki Daichi Hideyuki, è interpretata da Harenchi Punch[3]

## Romanzi
Nel 2006 è stato prodotto il primo romanzo ispirato alla serie originale.
- Chocotto Sister～Quattro Stagioni～ (ちょこッとSister～Four Seasons～?, Chocotto Sister～Four Seasons～): pubblicato il 23 giugno 2006 con ISBN 4-8401-1557-5

## Drama cd
Dalla serie sono stati prodotti 5 drama cd. Eccetto il primo, i restati sono tutti ispirati alla serie animata.
- HCD Chocotto Sister (HCD ちょこッとSister?): pubblicato il 23 luglio 2004
- Chocotto Sister - Prima annotazione (ちょこッとSister あんちょこ1冊目?, Chocotto Sister anchoku 1-satsu): pubblicato il 28 giugno 2006
- Chocotto Sister - Seconda annotazione (ちょこッとSister あんちょこ2冊目?, Chocotto Sister anchoku 2-satsu): pubblicato il 30 agosto 2006
- Chocotto Sister - Terza annotazione (ちょこッとSister あんちょこ3冊目?, Chocotto Sister anchoku 3-satsu): pubblicato il 25 ottobre 2006
- Chocotto Sister - Quarta annotazione (ちょこッとSister あんちょこ4冊目?, Chocotto Sister anchoku 4-satsu): pubblicato il 20 dicembre 2006

## Radio
Dalla serie animata è nato un programma radiofonico settimanale dal titolo Chocotto☆Radio (ちょこッと☆らじお!?, Chocotto☆Rajio!) e trasmesso dal 30 giugno 2006.